# Monopetalanthus heitzii
Monopetalanthus heitzii là một loài rau đậu thuộc họ Fabaceae.
Loài này có ở Gabon và có thể cả Cameroon.
Chúng hiện đang bị đe dọa vì mất môi trường sống.